# Sainte-Chapelle (Vincennes)

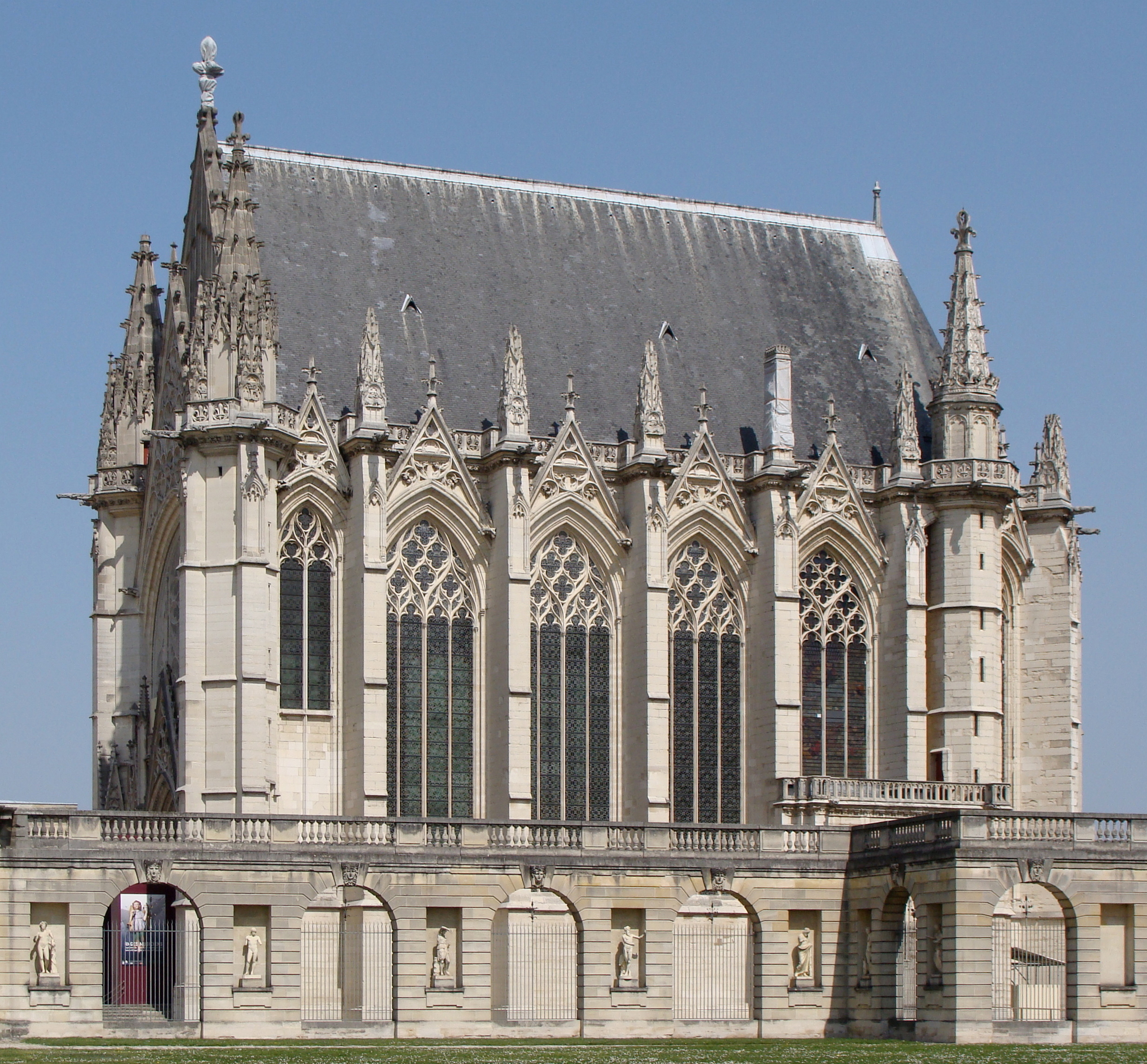
Sainte-Chapelle

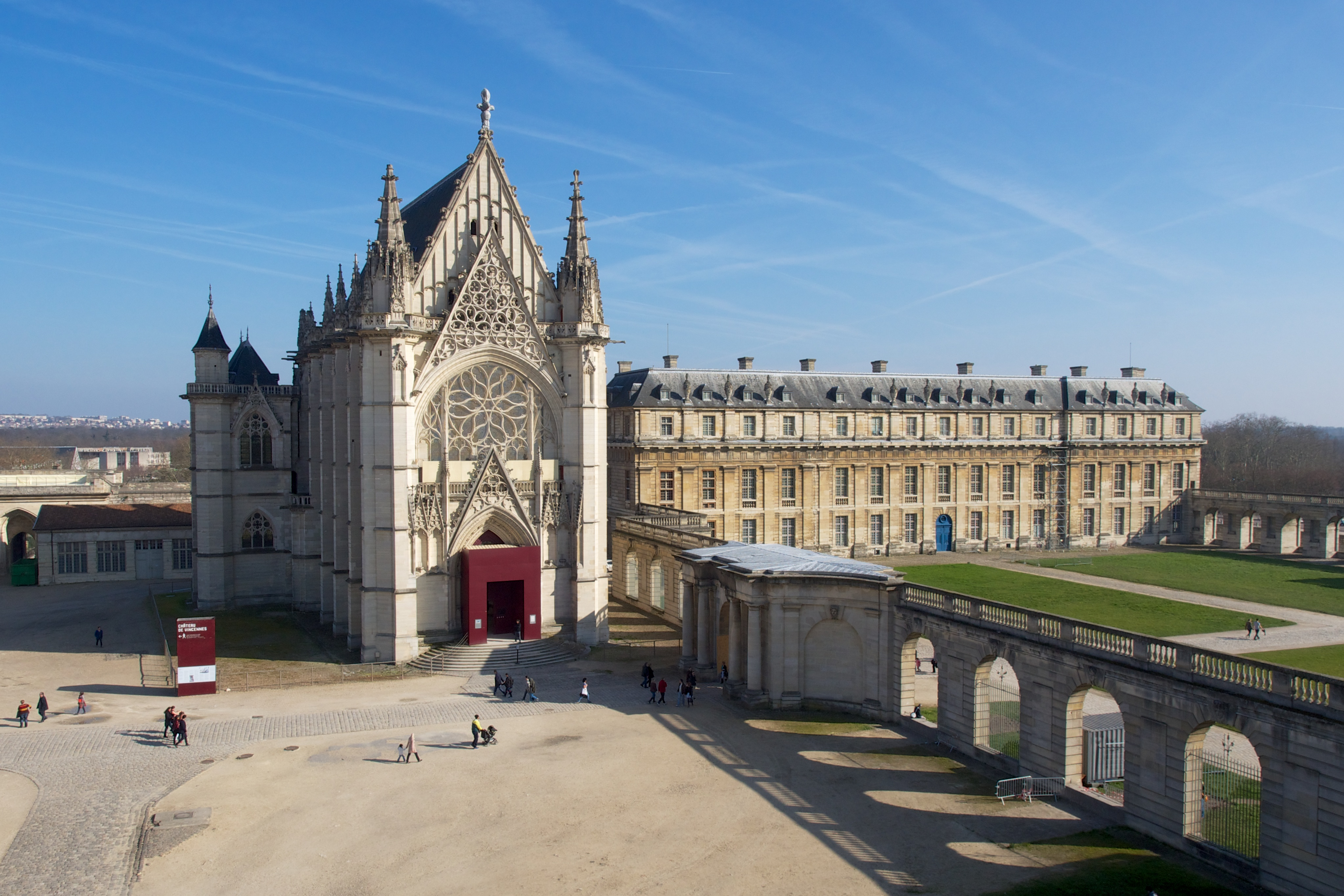
Die Sainte-Chapelle inmitten der Schlossanlage (Blick vom Wehrturm auf die Westfassade)

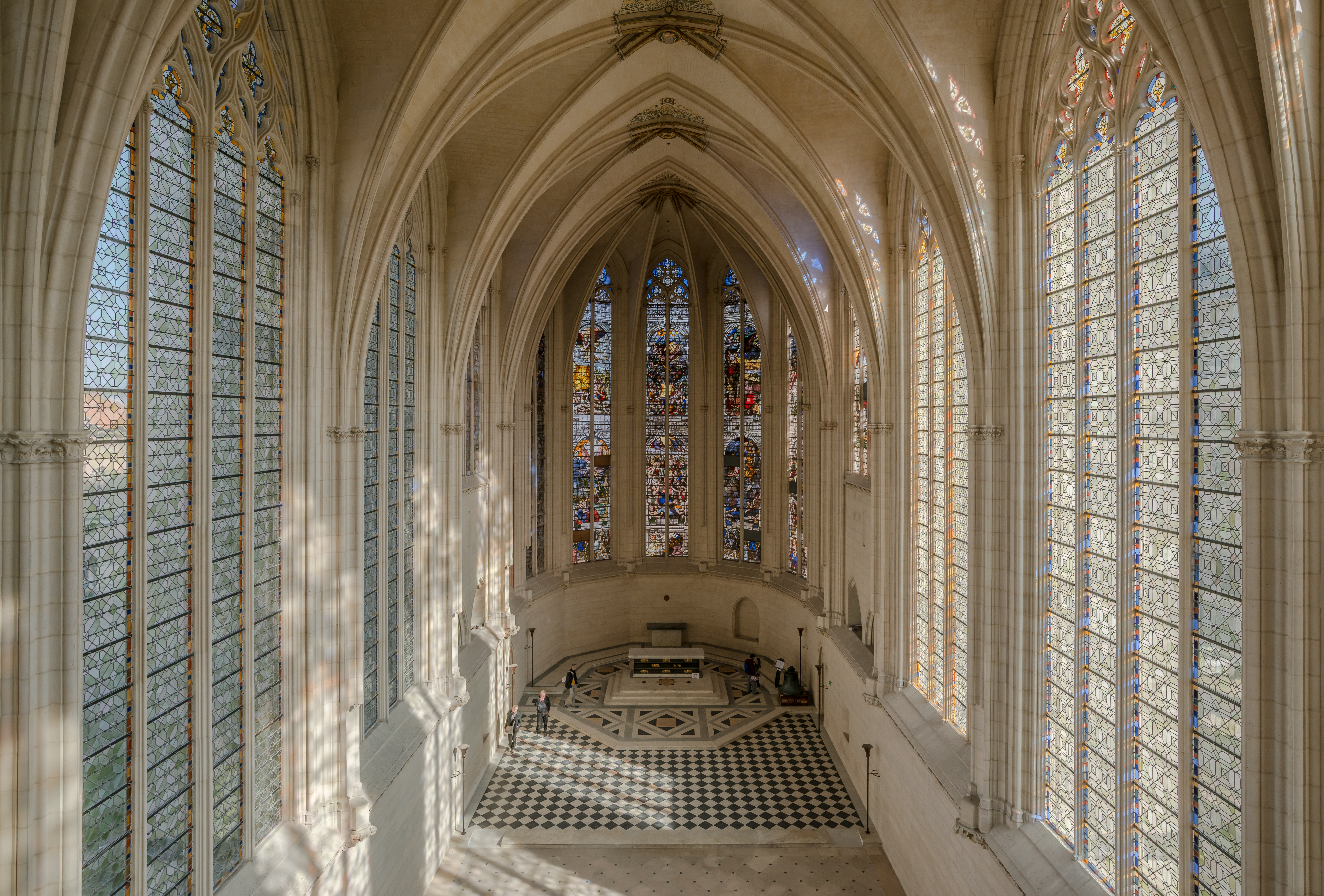
Innenraum

Die Sainte-Chapelle (Heilige Kapelle) ist die Palastkapelle des Schlosses von Vincennes, einer im Osten von Paris gelegenen Stadt im Département Val-de-Marne in der französischen Region Île-de-France. Die Kirche wurde im späten 14. Jahrhundert im Stil der Flamboyant-Gotik begonnen und in der Mitte des 16. Jahrhunderts fertiggestellt. Im Chor sind außergewöhnliche Bleiglasfenster aus der Renaissance erhalten. 1862 wurde die Maria und der Dreifaltigkeit geweihte Kapelle als Monument historique in die Liste der Baudenkmäler (Base Mérimée) in Frankreich aufgenommen.

## Geschichte
Kurz vor Ende seines Lebens stiftete der französische König Karl V. im November 1379 Grundbesitz und Geld, um auf dem umfriedeten Gelände seiner Burganlage in Vincennes, gegenüber dem Donjon, eine Sainte-Chapelle errichten zu lassen. Hier sollten die bereits in Vincennes aufbewahrten Reliquien der Passion aus der Sainte-Chapelle in Paris ausgestellt werden. Ob die Arbeiten noch unter Karl V. in Angriff genommen wurden, ist Gegenstand der Diskussion. Sein Sohn und Nachfolger Karl VI. (1368–1422) äußerte in seinem 1393 aufgesetzten Testament die Hoffnung, die Arbeiten mögen bald zu einem Abschluss kommen. Nach Ausweis vorliegender Abrechnungen muss im Jahr 1403 der Bau so weit gediehen gewesen sein, dass die Anforderungen an die Liturgie ohne Einschränkungen eingehalten werden konnten. Doch scheint der Bau in den folgen Jahrzehnten verfallen zu sein, da für das Jahr 1461 überliefert ist, dass Dach und Gewölbekonstruktionen nicht mehr vorhanden waren.
Ab 1522 sind Arbeiten am Dachstuhl belegt. König Heinrich II. (1519–1559) beauftragte im Jahr 1548 den Architekten Philibert de l’Orme mit der Einwölbung des Kirchenschiffs durch ein Kreuzrippengewölbe. Charles Carmoy wurde mit der Bemalung der Gewölberippen und der Schlusssteine betraut. Scibec de Carpi erhielt den Auftrag für die Gestaltung des Portals und des Chorgestühls. Unter Heinrich II. wurde die Kapelle im Jahr 1552 vollendet. Er verlegte 1555 den Sitz des Ordens des heiligen Michael, der ursprünglich in der Abtei des Mont-Saint-Michel vorgesehen war, in die Sainte-Chapelle des Schlosses von Vincennes.
Wie Dokumente belegen, wurden die großen Bleiglasfenster im Chor in den Jahren 1551 bis 1556 von dem Glasmaler Nicolas Beaurain ausgeführt. In den Jahren von 1556 und 1563 schuf er die wohl als vorläufig geplante Verglasung der Fenster im Kirchenschiff mit farblosem Glas. Nach der Französischen Revolution wurde im Zuge der Umnutzung der ehemaligen königlichen Schlösser im Jahr 1796 das Arsenal in das Schloss von Vincennes verlegt und die Sainte-Chapelle als Munitionsdepot genutzt. Die Fenster des Langhauses wurden bereits großenteils gegen Ende des Ancien Régime zerstört und im 19. Jahrhundert durch weitgehend farblose Fenster ersetzt. Fünf dieser hohen Fenster wurden beim Sturm im Jahr 1999 zerstört, ein sechstes stark beschädigt.

## Architektur

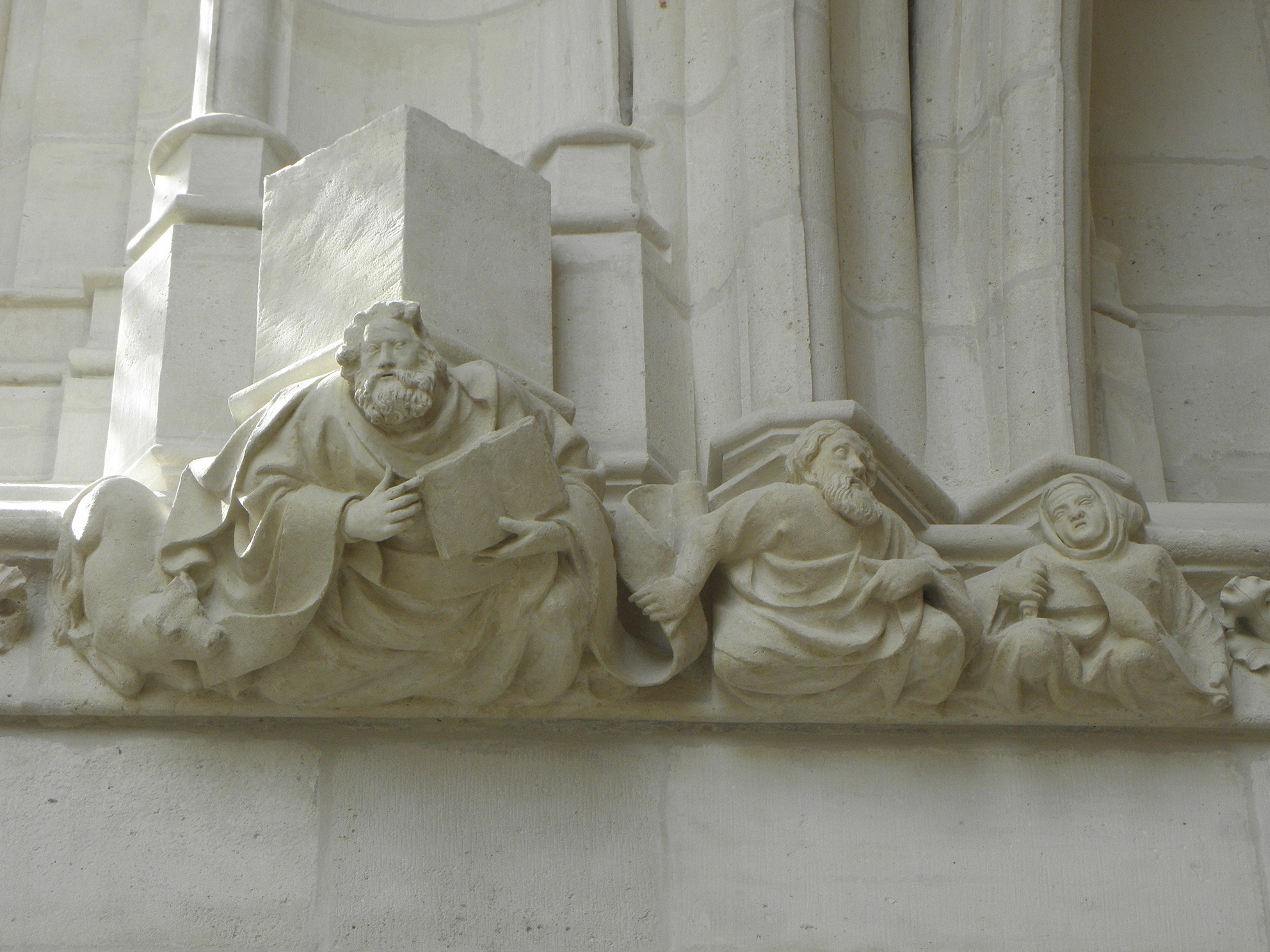
Konsole

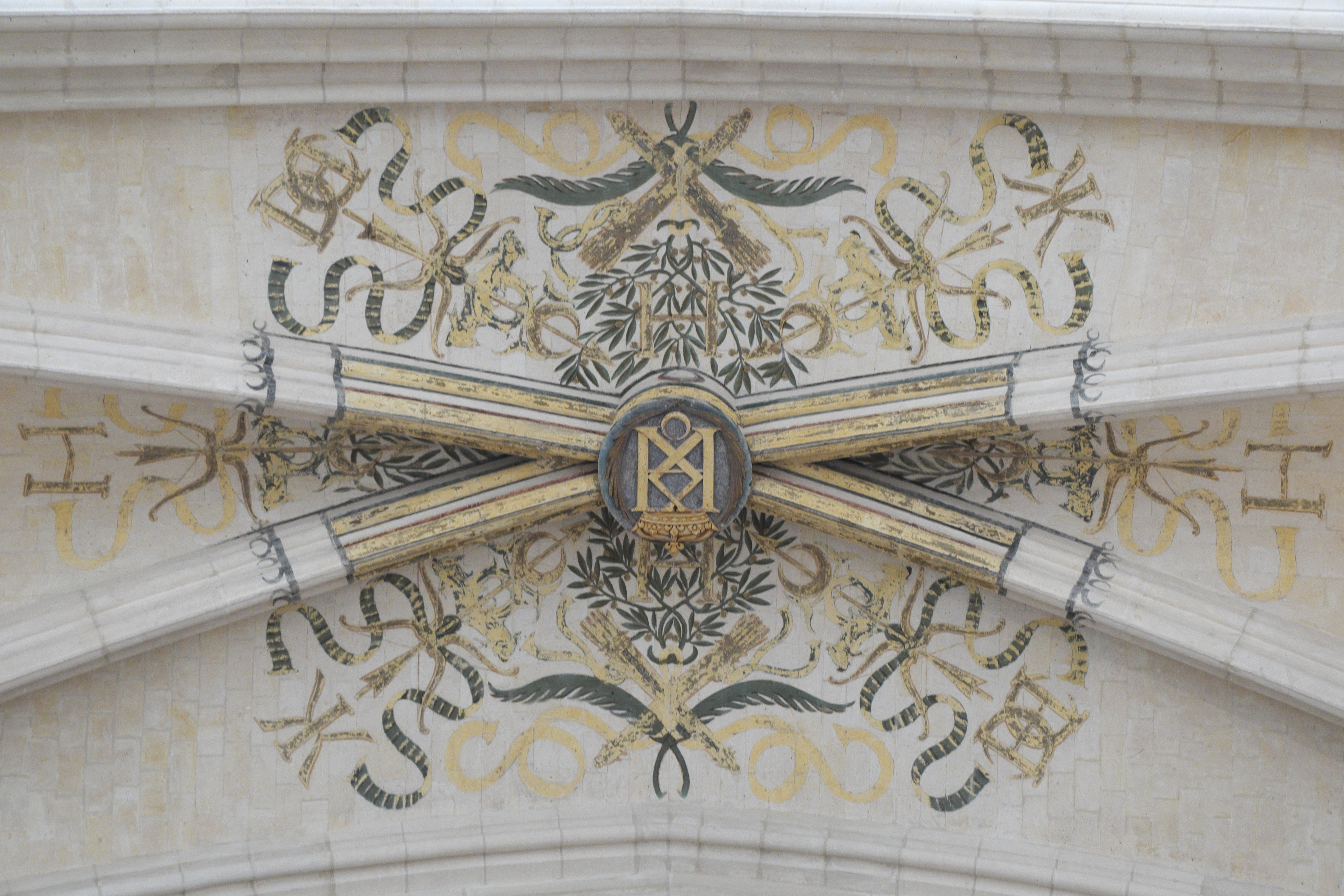
Schlussstein

### Außenbau
Der Außenbau wird von kräftigen, mit Fialen verzierten Strebepfeilern gegliedert. Die Wände des Langhauses und des Chors werden von hohen Maßwerkfenstern durchbrochen. Auf den spitzbogigen Archivolten der Fenster sind mit Krabben besetzte und von Kreuzblumen bekrönte Ziergiebel angebracht, in deren Mitte Vierpass-Ornamente skulptiert sind. Im Norden und Süden sind an den Chor zwei Oratorien angebaut, die von außen zugänglich sind.

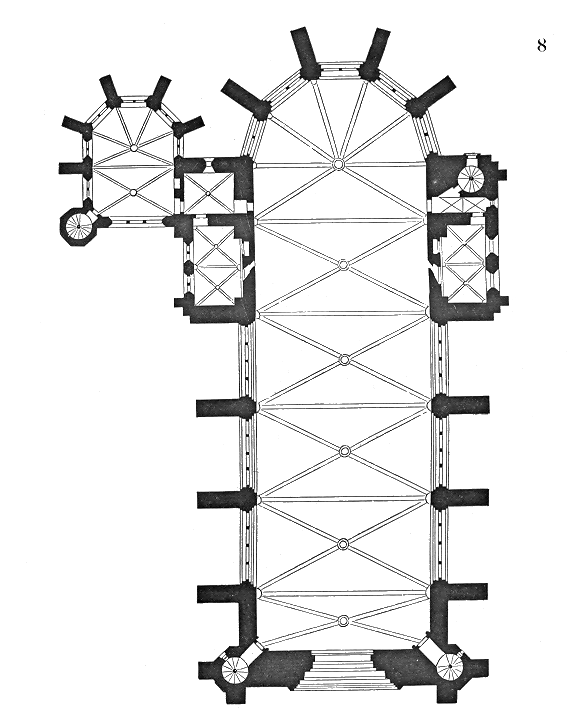
Grundriss. Eugène Viollet-le-Duc, 1856

In die Westfassade, die von zwei zierlichen Ecktürmen mit steinernen Spitzen flankiert wird, sind eine große Rosette und ein mehrfach gestuftes Portal im Stil der Flamboyant-Gotik eingeschnitten. Rosette und Portal werden von filigran durchbrochenen Wimpergen bekrönt.

### Innenraum
Im Unterschied zu den meisten Palastkapellen weist der Baukörper der Sainte-Chapelle in Vincennes keine Unterteilung in zwei Stockwerke auf. Der Kirchenbau ist insgesamt 40 Meter lang, wovon 33 Meter auf das Kirchenschiff entfallen. Mit zwölf Metern Breite und einer Höhe von 20 Metern ist es annähernd doppelt so hoch wie breit. Das einschiffige Langhaus ist in 4½ querrechteckige Joche gegliedert und mündet im Osten in einen Chor mit Fünfzehntelschluss.
Zwei Oratorien wurden als Annexe südlich und nördlich des letzten Joches vor dem Chor angebaut, wobei das südliche dem König, das nördliche der Königin vorbehalten war. Über den Türen, die vom Chor in die Oratorien führen, sind mit Engeln und Wappen skulptierte Tympana angebracht. Die zweijochigen und mit Kreuzrippengewölben gedeckten, zudem mit Kaminen für die Beheizung ausgestatteten Oratorien ermöglichten mittels eines Sehschlitzes den Blick auf den Hauptaltar.
Ein Portal auf der Ostseite der Kirche führt als direkter Zugang zum südlichen Oratorium und zum Chor. Das nördliche Oratorium ist – vermittelt durch einen Vorraum – von der Kapelle aus zu erreichen. Durch diesen Vorraum gelangt man außerdem in einen zweistöckigen Anbau, dessen Erdgeschoss in Form einer kleinen einjochigen Kapelle mit Fünfachtelschluss als Sakristei diente. Eine Wendeltreppe an der Nordwestecke des Anbaus führt in das ehemals als Schatzkammer dienende Obergeschoss.
Im Westen des Langhauses führen zwei schmale Wendeltreppen in den Ecktürmen zur Empore der  Westwand und zum Dachstuhl. Das Langhaus wurde ursprünglich von acht großen Fenstern beleuchtet, die beiden Fenster am Eingang wurden beim Einbau der Empore teilweise zugemauert.

Die aufwändig mit figürlichen Szenen gestalteten Konsolen und der umlaufende Fries stammen noch aus dem 15. Jahrhundert. Die Schlusssteine des Gewölbes sind mit königlichen Emblemen und Monogrammen verziert. Der Halbmond bzw. die drei ineinander verschlungenen Halbmonde erinnern an die Devise von Heinrich II. donec totum impleat orbem (bis dass der Erdkreis erfüllt sei von meinem Ruhm). Neben dem Buchstaben H für Heinrich II. sieht man die Kombination der Buchstaben H und C (für Heinrich und seine Gemahlin Katharina von Medici (Catherine de Médicis)) sowie die Buchstaben IX für den späteren König Karl IX., den Sohn der beiden.

## Bleiglasfenster im Chor

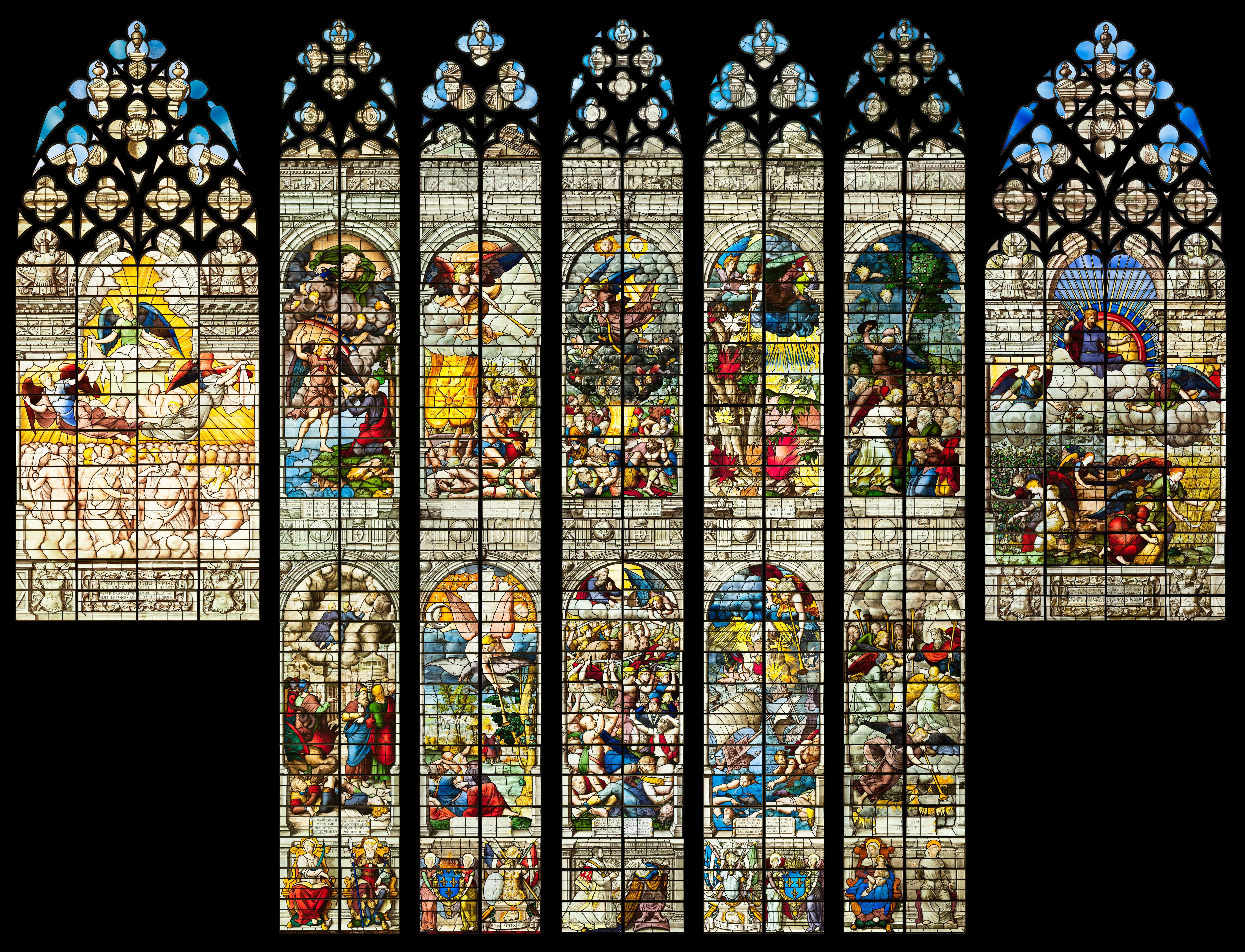
Gesamtansicht der Fenster

Die Bleiglasfenster im Chor wurden in den 1550er-Jahren von dem Glasmaler Nicolas Beaurain geschaffen. Der Künstler, der die Kartons schuf, ist nicht bekannt. Die ungewöhnlich großen Darstellungen beziehen sich auf die Offenbarung des Johannes. Von den 22 Kapiteln dieses biblischen Buches werden zwölf eschatologische Visionen aus sieben Kapiteln dargestellt, und zwar einige der Visionen beim Öffnen des Buchs mit den sieben Siegeln und die „Sieben-Posaunen-Vision“, in denen Plagen und Bedrängnisse angekündigt werden, um die Menschen zur Umkehr vom Götzendienst zu mahnen.
Im Jahr der Umnutzung als Munitionsdepot (1796) gelang es Alexandre Lenoir, neben anderen Kunstgegenständen die aus der Kapelle ausgebauten Bleiglasfenster für das von ihm gegründete Musée des Monuments français, einen Vorläufer des heutigen Museums Cité de l’architecture et du patrimoine in Paris, zu retten. Die noch verbliebenen Fenster wurden bei der Explosion des Munitionsdepots im Jahr 1819 zerstört.
Um 1820 setzte der Glasmaler Jean Weis im Chor der Sainte-Chapelle wieder die im Museum von Alexandre Lenoir aufbewahrten Bleiglasfenster ein, wobei er diese auch durch Scheiben anderer Herkunft vervollständigte. Da Alexandre Lenoir keine Aufzeichnungen über die ursprüngliche Anordnung der Fenster angefertigt hatte, ist diese nicht gesichert. Eine weitere Restaurierung und Ergänzung der Fenster erfolgte in den Jahren 1872 bis 1877 durch den Glasmaler Eugène-Stanislas Oudinot.

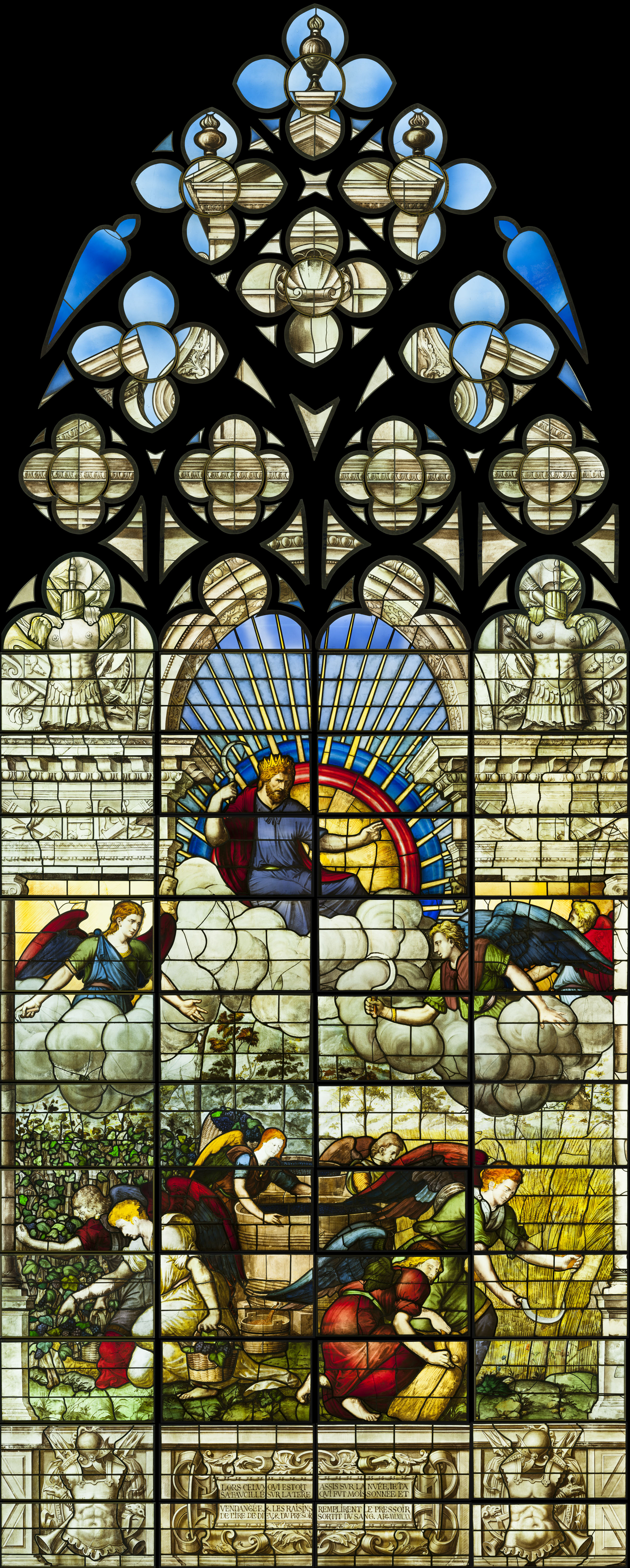
Fenster 6: Der Menschensohn kündigt das Gericht an

Die mittleren fünf Fenster liegen in der polygonalen Apsis und bestehen aus je zwei Lanzetten, die vertikal dreifach gegliedert sind. Auf den beiden oberen Ebenen werden Szenen aus der Johannes-Apokalypse geschildert, die von Architekturelementen in Grisaille-Technik umrahmt werden. Sie sind mit Halbmonden und den Monogrammen von Heinrich II. und Katharina von Medici verziert.
In den jeweils darunter liegenden schmalen Feldern sind Wappen und Trophäen dargestellt. Von den ursprünglich fünf Porträts dieser unteren Felder ist nur noch das Porträt von Heinrich II. vor Ort erhalten. Er ist vor einem Gebetbuch kniend und als Mitglied des Michaelsordens, in die Ordenstracht gekleidet, um den Hals eine mit Muscheln besetzte Kette, an der ein Medaillon mit dem Relief des Erzengels Michael hängt, dargestellt.
Die beiden seitlichen Chorfenster bestehen aus vier Lanzetten, auf beiden Fenstern ist jeweils eine Szene der Apokalypse dargestellt. Unter den einzelnen Bilddarstellungen ist in französischer Sprache die illustrierte Bibelstelle zu lesen.

### Bildprogramm
Im Zentrum des Bildprogramms stehen die Plagen und zeichenhaften Ereignisse, die in der visionären Darstellung der Johannes-Apokalypse das Jüngste Gericht ankündigen. Diese Plagen haben in der Palastkapelle auch eine ausgesprochen politische Dimension. Laurent Vissière erklärt die ausführliche Darstellung der Plagen und der über die Menschheit hereinbrechenden Katastrophen im Zusammenhang mit der Reformation. Die Schreckensbilder und Gefahren werden durch Häresie und falsche Propheten hervorgerufen und den Anhängern der Reformation angelastet. Die französischen Könige Franz I. (1494–1547) und Heinrich II., die rois très chrétiens (allerchristlichsten Könige), sollten dabei als Retter und Beschützer angesehen werden, die Bekämpfung des protestantischen Glaubens sollte mit diesen Darstellungen gerechtfertigt werden.

### Darstellungen

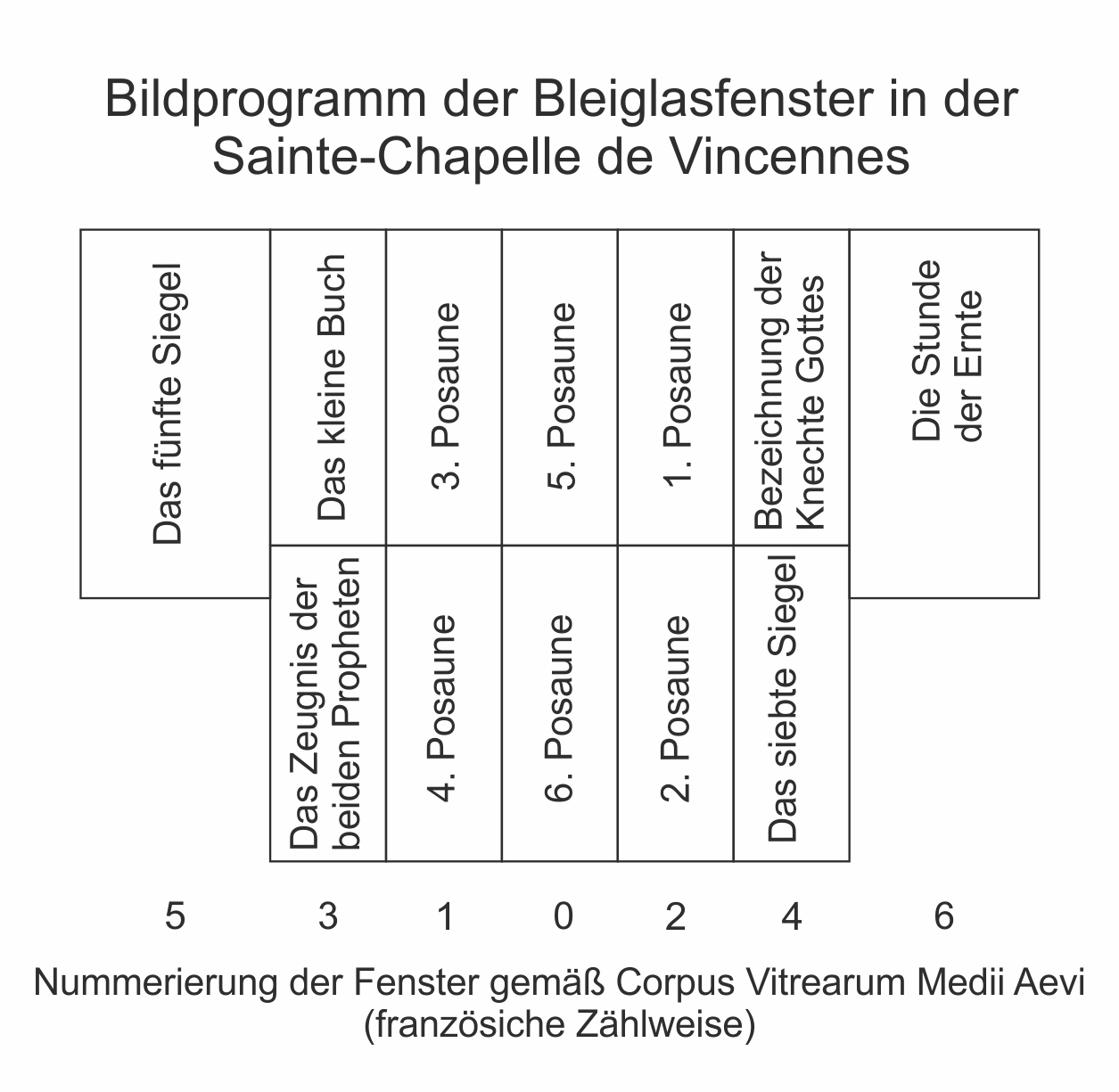
Bildprogramm

Die drei mittleren Fenster zeigen die Schrecknisse, die durch das Blasen der sechs Posaunen angekündigt werden (Offb 8,7ff ):
- 1. Posaune: Hagel und Feuer verbrennen Land, Bäume und Pflanzen.
- 2. Posaune: Ein brennender Berg wird ins Meer geworfen.
- 3. Posaune: Ein Stern fällt vom Himmel, das Wasser wird bitter.
- 4. Posaune: Die Gestirne werden verfinstert.
- 5. Posaune: Heuschrecken quälen die Menschen.
- 6. Posaune: Die Racheengel töten ein Drittel der Menschheit.

Auf den beiden äußeren der fünf zweibahnigen Fenstern in der polygonalen Apsis ist dargestellt:
- Links, Fenster 3 oben – 6. Posaune: Der Seher Johannes erhält vom Engel das Buch und den Auftrag Gottes zur Weissagung. (Offb 10,1–11 EU)
- Fenster 3 unten – 6. Posaune: Zwei Zeugen Gottes treten als Propheten auf. (Offb 11,3–14 EU)
- Rechts, Fenster 4 oben: Die Knechte Gottes erhalten ein Siegel auf die Stirn. (Offb 7,1–17 EU)
- Fenster 4 unten: Das siebte Siegel – Die sieben Engel erhalten die sieben Posaunen. (Offb 8,2 EU).

Auf den beiden seitlichen Chorfenstern mit jeweils vier Lanzetten sind zwei zentrale, auf Jesus Christus bezogene Motive einander gegenübergestellt:
- Links, Fenster 5: Das fünfte Siegel – Die Märtyrer erhalten vom Lamm, das symbolhaft Christus darstellt, weiße Gewänder; ihnen bleiben die Plagen erspart. (Offb 6,9–11 EU)
- Rechts, Fenster 6: Der Menschensohn mit der Sichel (Christus) kündet die Zeit der Ernte, das Gericht, an, drei Engel sind bei der Traubenernte. (Offb 14,14–20 EU)

## Grabmal des Herzogs von Enghien

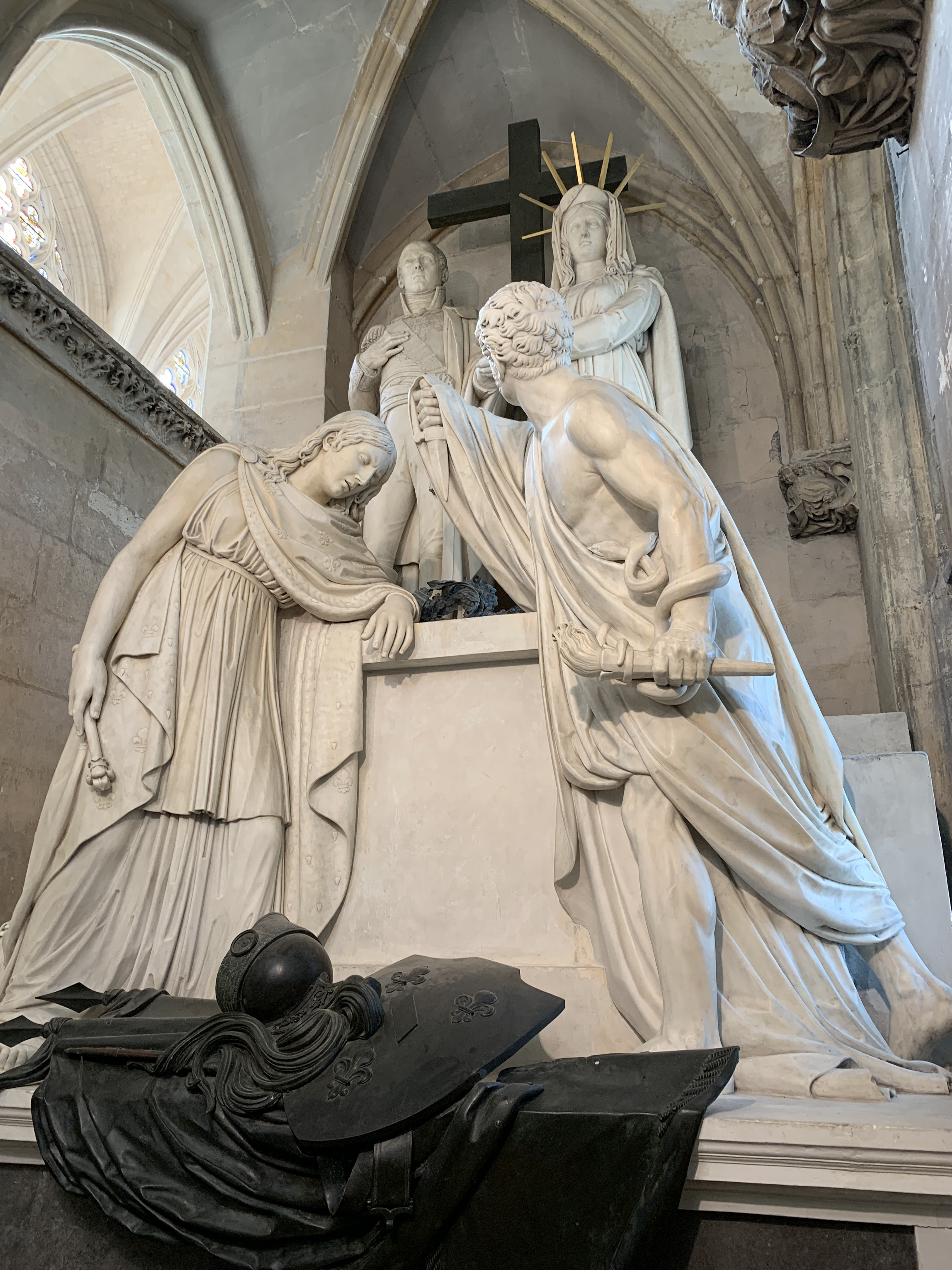
Grabmal des Herzogs von Enghien

Im Oratorium des Königs steht heute das Grabmal des Herzogs von Enghien, den Napoleon im Jahr 1804 im Schlossgraben von Vincennes hatte hinrichten lassen. Das Grabmal besteht aus Marmor und Bronze und wurde im Jahr 1816 von dem Bildhauer Louis-Pierre Deseine (1749–1822) ausgeführt.